# Tilo Rietschel
Tilo Rietschel (* 12. November 2003 in Lübeck) ist ein deutscher Beachvolleyballspieler.

## Karriere Halle
Rietschel spielte in seiner Jugend Hallenvolleyball bei der VSG Lübeck. 2023 stieg er mit der 1. Männermannschaft von der Regionalliga in die Dritte Liga Nord auf. 2024 beendete er seine Hallenkarriere.

## Karriere Beach
Parallel zur Halle startete Rietschel 2021 auch mit Beachvolleyball, zunächst mit verschiedenen Partnern vorwiegend auf norddeutschen Turnieren und Jugend-/Juniorenmeisterschaften. Dabei wurde er 2022 in Magdeburg mit Malte Höppner Deutscher U20-Meister. 
2023 und 2024 spielte Rietschel an der Seite von Richard Peemüller. Beste Ergebnisse waren 2023 der Sieg beim FIVB Futures-Turnier im burundischen Bujumbura sowie zwei jeweils neunte Plätze bei den deutschen Meisterschaften 2023 und 2024.
Seit Oktober 2024 spielt Rietschel mit dem Kieler Momme Lorenz. Im November erreichten Lorenz/Rietschel beim Challenge-Turnier in Haikou den siebten Platz. 2025 starteten die beiden international auf Futures-Turnieren und standen dabei im australischen Gold Coast sowie im schwedischen Malmö im Endspiel. Auf der German Beach Tour erreichten sie in Hamburg und zweimal in München jeweils Platz drei. Mit einer Wildcard spielen Lorenz/Rietschel bei der Europameisterschaft in Düsseldorf.